# Похід у Таврію за волею
Похід у Таврію за волею  —  масовий похід українських кріпосних селян до Перекопу з метою поселитися в Криму і отримати волю від кріпацької залежності. Розпочався в квітні 1856 року. Похід був спрямований на відновлення  соціальних і національних прав українців в Російській імперії. 
Є другим після "Київської козаччини" за масовістю селянським рухом України в середині 19 століття. Приводом до руху стали чутки про те, що нібито царський уряд пропонує всім охочим переселитися на спустілий після Кримської війни 1853—1856 Крим. Також згідно з чутками кріпаки-переселенці отримають за це волю, матеріальну допомогу, добру платню тощо. 
Розпочавшись у Верхньодніпровському та  в інших населених пунктах Катеринославської губернії, незабаром поширився на  Херсонську губернію, частково — на селян Харківської губернії, Чернігівської губернії та Полтавської губернії. Кріпаки у масовому порядку з своїми родинами і майном знімалися з своїх місць проживання і йшли в напрямку до Перекопу, залучаючи до походу селян усіх сіл, які зустрічалися на їхньому шляху. Особливо широкого розмаху рух набув улітку в Катеринославській та Херсонській губерніях. Лише з одного Верхньодніпровського повіту пішло більше 1/3 кріпаків (15,3 тисяч осіб). У Катеринославському повіті селянським рухом було охоплено 123 з 128-ми маєтків. Кількість учасників руху з Херсонщини влітку 1856 року досягло 3 тисяч осіб. Переселенці прямували до Перекопу. 
Селяни, які залишалися на місцях, відмовлялися виконувати панщину. На боротьбу із шукачами волі було кинуто значні військ. сили. У ряді місць селяни, озброївшись кілками, вилами та сокирами, чинили опір загонам поліції і військ. командам. За неповними даними, лише в Катеринославській та Херсонській губерніях сталося 6 кривавих сутичок, в яких було вбито 5 і поранено 50 осіб. За допомогою російських військ, численних загонів поліції, шляхом розстрілів, екзекуцій та арештів російському урядові наприкінці 1856 року вдалося припинити селянський рух на Півдні України. Тисячі повстанців було віддано під суд.
Попри негативні наслідки цього руху, були й позитивні моменти. Цей рух показав що українці готові боротися за свої права. Частині переселенців таки вдалося залишитися на території Півдня сучасної Херсонської області та Криму там кріпосне право було не таке жорстке як в центрі України. Це переселення фактично завершило процес освоєння українцями території Причорномор'я.